# Välkommen in
"Välkommen in" är en låt framförd av den svenska sångerskan Veronica Maggio. Den släpptes den 6 juni 2011 som den andra singeln från hennes tredje studioalbum Satan i gatan. Låten låg 33 veckor på Sverigetopplistan mellan den 6 maj 2011 och den 16 december 2011. Som bäst nådde den andra plats. Låten hade i juli 2022 spelats 86 miljoner gånger på musikströmningsstjänsten Spotify.
Låten hade i april 2022 använts i mer än 28 500 videor på social media-appen Tiktok.

## Listplaceringar
| Lista (2011)                | Topplacering |
| --------------------------- | ------------ |
| Sverige (Sverigetopplistan) | 2            |
| Svensktoppen                | 2            |